# Aquí no ha pasado nada
Aquí no ha pasado nada es una película de ficción chilena dirigida y escrita por Alejandro Fernández Almendras y producida por Jirafa Ltda., estrenada el 1 de septiembre de 2016. La cinta está inspirada en el Caso Larraín, un conocido caso policial que afectó al hijo de un exsenador de la República de Chile el año 2013. Fue seleccionada por su país para representar a Chile en los Premios Goya 2017.

## Sinopsis
Vicente, que vive en Los Ángeles, regresa a Chile a pasar el verano en la casa de playa de sus padres. Es un joven imprudente y algo solitario. Pero una de esas noches rutinarias de perseguir chicas y tomar copas su vida cambia para siempre; se convierte en el principal sospechoso de un atropello con huida que causa la muerte de un pescador local. "Yo no era quien conducía", dice, pero sus recuerdos son confusos. Sí recuerda estar en el coche, y que el conductor era el hijo de un poderoso político.

## Reparto
- Agustín Silva como Vicente.
- Paulina García como Roxana.
- Daniel Alcaíno como Fiscal Yáñez.
- Alejandro Goic como Tío Julio.
- Luis Gnecco como Gustavo Barría.
- Augusto Schuster como Diego.
- Pilar Ronderos como Camila.
- Geraldine Neary como Francisca.
- Isabella Costa como Ana.
- Samuel Landea como Manuel.
- Victoria de Gregorio como Sofía.
- Li Fridman como Lucía.
- Mariana di Girolamo como María.

## Caso Larraín
El 18 de septiembre de 2013, Martín Larraín, hijo del -en ese entonces- senador del partido de centroderecha Renovación Nacional, Carlos Larraín, se vio involucrado en un accidente de ruta con resultado de muerte del peatón Hernán Canales, quien caminaba por la ruta con 2,3 gramos de alcohol por litro de sangre. El tribunal desestimó que Larraín estuviera bajo los efectos del alcohol. Se acusó a Martin de darse a la fuga y no ayudar a la víctima, y no se le hizo el control de alcoholemia como correspondía. Sin embargo, se determinó que permaneció en el lugar del accidente por hasta 50 minutos, sin recibir ayuda de servicios de emergencia, los cuales fueron llamados en tres oportunidades. Posteriormente, el veredicto se realizó sin la presencia del imputado y argumentando que no existían pruebas necesarias para afirmar que iba conduciendo bajo los efectos del alcohol.
El caso se reabrió pero terminó con la absolución de Martín y una condena de obstrucción de justicia a sus dos acompañantes. La noticia de la absolución se convirtió en un tema caliente en las redes sociales, donde miles de personas manifestaron su repudio al fallo. Con el tiempo, y aún con la investigación en curso, una serie de situaciones fueron viendo la luz que  comprobaban la culpabilidad e identidad del conductor.
El hecho se convirtió en uno de los casos más emblemáticos de impunidad para la sociedad chilena, por todas las irregularidades y situaciones de corrupción que giraron en torno a ello.

## Premios y nominaciones
El filme ha recibido las siguientes nominaciones y galardones:
| Premio                                                | Categoría                                      | Nominado               | Resultado | Ref(s) |
| ----------------------------------------------------- | ---------------------------------------------- | ---------------------- | --------- | ------ |
| Festival de Cine de Sundance                          | Gran Premio del Jurado - World Cinema Dramatic | Alejandro F. Almendras | Nominado  | [ 9 ]  |
| Festival Internacional de Cine de Miami               | Gran Premio del Jurado - Knight Competition    | Alejandro F. Almendras | Nominado  | [ 10 ] |
| Festival Internacional de Cine de Guadalajara         | Mejor Largometraje Ficción                     | Alejandro F. Almendras | Nominado  | [ 11 ] |
| Festival Internacional de Cine de Cartagena de Indias | Mejor Película                                 | Alejandro F. Almendras | Ganador   | [ 12 ] |
| Santiago Festival Internacional de Cine               | Mejor Director                                 | Alejandro F. Almendras | Ganador   | [ 13 ] |
| Premios Caleuche                                      | Mejor actor protagónico                        | Agustín Silva          | Nominado  |        |
| Premios Caleuche                                      | Mejor actor de soporte                         | Luis Gnecco            | Nominado  |        |